# Hohengœft
Hohengoeft es una localidad y  comuna francesa situada en el departamento de Bajo Rin, en la región de Alsacia. Tiene una población de 480 habitantes (según censo de 1999) y una densidad de 140 h/km².

## Demografía
| 323                        | 334 | 304 | 307 | 435 | 480 |
| (Fuente: [cita requerida]) |     |     |     |     |     |

## Patrimonio
- Capilla de "Saint-Wendelin", edificada en 1666 como ofrenda religiosa en recuerdo de la epidemia de peste, y vía crucis de 1772.

- Torre de emisiones de "TV Nordheim", de 130 m de altura.